# Ludovic Tézier
Ludovic Tézier, né le 10 septembre 1968 à Marseille, est un baryton français.

## Biographie et carrière

### Formation et débuts
Appartenant à une famille très mélomane, Ludovic Tézier écoute régulièrement des airs d'opéra dans son enfance. Il cite en particulier « le disque de Faust qui passait en boucle, dans la version avec Boris Christoff interprétant Méphistophélès » dans un entretien accordé à Forum Opéra. Il rappelle également que, jeune spectateur de l'opéra de Marseille, il assiste à une représentation de Parsifal, expérience qu'il juge fondatrice et qui l'a rendu « lyricophage ».
Il commence des études supérieures en économie et des études de chant avec Claudine Duprat. Il entre vite au CNIPAL puis au Centre de Formation Lyrique de l'Opéra de Paris, aux côtés de Michel Sénéchal. Il entre ensuite dans la troupe de l'opéra de Lucerne, comme baryton et y reste deux ans. Il témoigne ainsi des difficultés de sa première saison en Suisse : « j’ai appris la vraie vie de répétitions en théâtre, quatre-vingts représentations en une saison ». Il est cependant engagé par Jean-Pierre Brossmann  à l'Opéra de Lyon pour chanter les Noces de Figaro et poursuit plus sereinement ses deux années suivantes à Lucerne, avant de décider de partir chanter en free lance. Ces premières Noces de Figaro, mises en scène par Jean-Pierre Vincent, ont été retransmises à la télévision et ont donné lieu à un DVD, marquant les débuts sur scène d'un jeune baryton qui avait pensé chanter comme ténor.
Ce sont les opéras de Lyon et surtout de Toulouse, où il est remarqué et régulièrement engagé par Nicolas Joël, qui vont lui donner ses premiers grands rôles. En 2000, il incarne Hamlet à Toulouse en alternance avec le baryton Thomas Hampson alors très connu, qui déclare en l'écoutant « maintenant je peux prendre ma retraite », puis il incarne Henri (Enrico) dans une version française de Lucie de Lamermoor à Lyon aux côtés des stars confirmées que sont Roberto Alagna et Natalie Dessay (bientôt remplacée par Patrizia Ciofi), dans une mise en scène de Caurier et Leiser, sous la direction d'Evelino Pido, avec à nouveau un enregistrement à la clé.

### Répertoire et rôles
Ludovic Tézier poursuit sa carrière autour des rôles du répertoire lyrique français, italien, mais aussi plus épisodiquement  russe et allemand.
Ainsi donne-t-il à Toulouse, en 2003, sous la houlette de Nicolas Joel, directeur de l'Opéra de Toulouse et metteur en scène, son premier Eugène Onéguine. Il chantera quelques années plus tard, en 2012, toujours en russe, le rôle de Yeletski dans La Dame de pique, à l'Opéra de Paris, dans la mise en scène de Lev Dodin.
Dans le répertoire français, outre les rôles déjà cités d'Hamlet ou d'Henri Ashton, il aborde le rôle de Chorèbe dans Les Troyens, en 2003 au théâtre du Châtelet sous la direction de John Eliot Gardiner celui de Moralès puis d'Escamillo dans Carmen, en débutant aux Chorégies d'Orange en 2004, celui de Lescaut dans le Manon de Massenet avec des débuts remarqués en 2004 au Grand Théâtre de Genève. Il chante le rôle-titre de la version pour baryton du Werther de Massenet à l'Opéra de Paris en 2009 puis Albert en 2010 aux côtés du Werther de Jonas Kaufmann, expérience qui scella l'amitié entre le baryton et le ténor, rappelée par l'un et l'autre à l'occasion de la sortie de leur CD commun. Il aborde également le rôle d'Alphonse dans La Favorite de Donizetti et celui de Valentin dans Faust de Gounod, Marc-Antoine dans le Cléopâtre de Massenet, Athanaël dans Thais, aux côtés d'Ermonela Jaho et Pene Pati. Il est également l'une des « cinq étoiles » du Don Carlos, version française en cinq actes, donné à l'Opéra de Paris en 2017 dans la mise en scène de Warlikowski où il incarne le marquis de Posa, qu'il chantera également à plusieurs reprises dans la version italienne. En juillet 2010, il reprend le rôle-titre de L'Étranger, de Vincent D'Indy, ouvrage qui n'avait pas été repris depuis près de soixante ans.
Baryton verdien, il est particulièrement sollicité dans le répertoire italien de Giuseppe Verdi. Il incarne ainsi régulièrement, notamment à l'Opéra de Paris, dans diverses mises en scène, le rôle de Germont père dans La traviata, celui de Don Carlo dans Ernani, le rôle-titre de Simon Boccanegra, celui de Macbeth où sa prise de rôle s'effectue à Genève, celui de Rigoletto à Toulouse mais aussi régulièrement à l'Opéra de Paris, celui du Comte de Luna dans Le Trouvère, celui d' Amonasro dans Aida, avec sa participation au concert et à l'enregistrement studio de l'Intégrale dirigée par Antonio Pappano à Rome en 2015 puis à l'unique représentation donnée sans public à l'Opéra de Paris en 2021, dans la mise en scène très controversée de Lotte de Beer. Il chante le rôle de Vargas de La Force du Destin, en 2014 dans une mise en scène de Martin Kušej, à l'Opéra de Munich avec le ténor Jonas Kaufmann avec lequel il poursuit un compagnonnage artistique régulier. Ils se produiront notamment ensemble, une nouvelle fois dans la Force du Destin en 2018 au Royal Opera House Covent Garden avec Anna Netrebko. Ludovic Tézier rencontre quelques difficultés pour sa prise de rôle en Iago dans Otello, qu'il doit annuler par deux fois (Londres puis Munich) avant de réussir à Vienne.
Toujours dans le répertoire italien, il aborde Puccini avec le rôle de Scarpia dans Tosca, en 2014 à l'Opéra de Paris.
Dans le répertoire allemand, outre Jokanaan dans Salomé de Richard Strauss et quelques Lieder lors de ses récitals, Ludovic Tézier aborde deux rôles dans les opéras de Wagner : Wolfram dans Tannhäuser et Amfortas dans un Parsifal mis en scène par Kiril Serebrennikov en avril 2021 à l'Opéra de Vienne. Sa prise de rôle en Wotan était très attendue à l'Opéra de Paris pour Das Rheingold qui donnera, en janvier 2025, le coup d'envoi du Ring mis en scène par Calixto Bieito et qui n'avait pas pu se produire du fait des restrictions COVID lors de la saison 2019-2020 initialement prévue. Souffrant, le baryton a dû annuler cet engagement.
Il triomphe une nouvelle fois à l'Opéra de Paris, cette fois dans Hamlet où il fait une prise de rôle remarquée dans la mise en scène de Krzysztof Warlikowski en mars 2023, « rôle dans lequel il livre une de ses plus phénoménales interprétations scéniques »  puis, en Août 2023, il chante Barnaba dans la Gioconda à l'Opera Australia à Sydney, avant de réaliser plusieurs performances aux Arènes de Vérone, dont une participation remarquée au Gala donné le 20 Août par Jonas Kaufmann , et une Traviata à l'issue de laquelle il reçoit le prestigieux prix international Piero Cappuccilli.
Et c'est à nouveau à l'Opéra de Paris qu'il confirme son statut de grand baryton verdien lors de la reprise de Simon Boccanegra en mars 2024, à l'occasion de laquelle France Musique dans une interview, note : « Un rôle-titre comme il les collectionne, particulièrement dans le répertoire verdien dont il est un interprète de référence tant il ne cesse de le magnifier, que ce soit dans le rôle de Germont père dans La traviata, Don Carlo dans Ernani, Marquis de Posa dans Don Carlos, que Macbeth, Rigoletto, ou encore le Comte de Luna dans La Trouvère ». Ludovic Tézier de son côté, souligne à propos du chant lyrique : « Il y a une musicalité et une couleur propre à chaque langue, qu’il faut parler avant de chanter, ne serait-ce qu'un peu, pour toucher l'instrument que c’est et pouvoir le manipuler, jouer avec. On peut utiliser toutes les couleurs d’une langue si on la pratique un petit peu. ».
Il termine l'année 2024 en se produisant à la Scala de Milan dans la Forza del destino qui ouvre la saison dès le 7 décembre (traditionnelle Saint Ambroise), aux côté de Anna Netrebko et Brian Jagde, sous la direction de Riccardo Chailly.

### Récitals de Lieder, concerts
En récital, il se produisit avec Robert Gonella au piano, dans un programme de mélodies françaises, de Berlioz et Liszt, ou encore avec l'Orchestre Philharmonique de Radio France dirigé par Myung-Whun Chung : Six Mélodies de Duparc (enregistrements de Radio-France). 
À la Scala de Milan, à l'Opéra Garnier, au Wiener Staatsoper, ses récitals de mélodies de Fauré, ainsi que de lieder de Schubert, Schumann sont accompagnés au piano par Thuy Anh Vuong.
Il interprète au Festival de Montpellier les Kindertotenlieder de Gustav Mahler et d'autres concerts ont eu lieu depuis, notamment en juillet 2016 à l'Opéra de Munich où il donne avec le ténor Jonas Kaufmann un concert d'airs et de duos lyriques puis un concert de duos de Verdi (la Forza del destino, Don Carlo, Otello) à Baden Baden en janvier 2023.
Ludovic Tézier est marié à la soprano Cassandre Berthon, et père de trois enfants.

## Discographie
Ludovic Tézier a sorti un premier CD solo d'airs de Verdi en février 2021, et en octobre 2022 un CD de duos d'opéras, Insieme, avec le ténor Jonas Kaufmann, chez Sony Classical. Il a participé à de nombreux enregistrements d'intégrales d'opéras, dont la liste est établie ci-dessous.
- Vincenzo Bellini, Il pirata, rôle : Ernesto, London Philh. Orch, dir. : David Parry, 2012, Opera Rara
- Georges Bizet, Ivan IV, rôle : Ivan, Orch. national de France, dir : Michael Schønwandt, 2002, Naïve Records
- Johannes Brahms, Un requiem allemand (Brahms), Frankfurt Radio Symphony Orch, dir : Paavo Järvi, 2011, Virgin Classics
- Gaetano Donizetti, Linda di Chamounix, rôle : Antonio Loustolot, Orch. du Royal Opera House Covent Garden, dir : Mark Elder, 2011, Opera Rara
- Gaetano Donizetti, Lucie de Lammermoor, rôle : Henri Ashton, Orch de l'Opéra national de Lyon, dir : Evelino Pidò, 2002, EMI
- Christoph Willibald Gluck, Alceste, rôles : un héraut/Appolon, English baroc soloists, dir : John Eliot Gardiner, 2000, EMI
- Vincent d'Indy, L'étranger, rôle titre, Orch. nat Montpellier-Roussilon, dir : Lawrence Foster, 2013, Accord (label)
- Carl Orff, Carmina Burana, dir.: Shanghai Symp. Orch, dir : Long Yu, 2019, Deutsche Grammophon
- Giacomo Puccini, Le Villi, rôle : Guglielmo, orch. philh de Radio-France, dir. : Marco Guidarini, 2002, Naïve Records
- Piotr Ilitch Tchaïkovski, Eugène Onéguine, rôle : Eugène Onéguine, avec Ljuba Kazarnovskaya et Vsevolod Grivnov, 2014
- Giuseppe Verdi, Aida, rôle : Amonasro, avec Anja Harteros (Aïda), Jonas Kaufmann (Radamès) - dir : Antonio Pappano, 2015, Warner Classics
- Giacomo Puccini, Tosca, rôle : Scarpia, avec Eleonora Buratto (Tosca) et Jonathan Tetelman (Cavaradossi), direction Daniel Harding, Deutsche Grammophon- 2025.

## Vidéographie
- Hector Berlioz, Les Troyens, rôle : Chorèbe, Orch. révolutionnaire et romantique, dir : John Eliot Gardiner, 2004, Opus arte
- Christoph Willibald Gluck, Alceste, rôles : un héraut/Appolon, English baroc soloists, dir : John Eliot Gardiner, 2000, Naxos (label)
- Jules Massenet, Werther, rôle : Albert, avec Jonas Kaufmann (Werther), Sophie Koch (Charlotte) Orch. de l'Opéra national de Paris, dir : Michel Plasson, 2010, Decca Records
- Carl Orff, Carmina Burana, dir.: Shanghai Symp. Orch, dir : Long Yu, 2019, Deutsche Grammophon
- The Opera gala, avec Elīna Garanča, Anna Netrebko, Ramon Vargas, SWR Sinfonienorchester Baden-Baden et Freiburg, dir : Marco Armiliato, 2007, Deutsche Grammophon
- La Forza del Destino - mise en scène de Martin Kuzej, direction musicale de Asher Fisch, avec Anja Harteros (Leonora), Jonas Kaufmann (Alvaro), Ludovic Tézier (Don Carlo), enregistré à l'opéra de Munich en 2014 - DVD Sony classical.

## Distinctions
En 1998 il est deuxième prix ex-aequo avec la mezzo-soprano Joyce DiDonato au concours de Placido Domingo, Operalia. En 2006, il reçoit en France le prix d'artiste lyrique de l'année aux Victoires de la musique classique, prix qu'il reçoit à nouveau en 2013.
Ludovic Tézier a été nommé au grade de chevalier des Arts et des Lettres en 2011 à l'opéra Bastille à l'issue d'une représentation de Eugène Oneguine. Roselyne Bachelot le promeut au grade d'officier des Arts et des Lettres en novembre 2021.
Il est chevalier, en vertu d'un décret du 11 novembre 2010, chevalier de l'Ordre national du Mérite, sur « proposition au titre de l'Initiative Citoyenne pour un Ordre National », une centaine de professionnels de l'Opéra de Paris ayant signé cette proposition. Nicolas Joël, Directeur de l'Opéra de Paris de l'époque, lui a remis cette distinction.
Il a reçu en 2016 le BBC Music Award pour son enregistrement du rôle d'Amonasro dans Aïda de Verdi, sous la direction de Antonio Pappano, édité chez Warner. En 2022, il est nommé artiste lyrique de l'année aux Victoires de la musique classique. En 2023, il reçoit le prestigieux Prix international Piero Cappuccilli.